# Louis Nizer
Louis Nizer (ur. 6 lutego 1902 w Londynie, zm. 10 listopada 1994 w Nowym Jorku) – amerykański prawnik i pisarz żydowskiego pochodzenia, który urodził się w Wielkiej Brytanii. Znany z niezwykłych, oczarowujących umiejętności oratorskich. Bronił takie osobistości jak Charlie Chaplin, Salvador Dalí, Mae West czy Johnny Carson.
W 1924 ukończył Columbia School of Law. Szybko stał się znanym i cenionym prawnikiem oraz mówcą, nie tylko na sali rozpraw. Nizer był współzałożycielem kancelarii prawniczej Phillips, Nizer, Benjamin, Krim i Ballon, w Nowym Jorku.
Nizer zasłynął także jako pisarz. W 1973 wydał The Implosion Conspiracy, w której analizował proces rodziny Rosenbergów. Książka opierała się przede wszystkim o stenogramy z rozpraw, ale zawierała także wiele poruszających epizodów z życia Rosenbergów na kilka miesięcy przed rozprawą. Najbardziej znaną książką Nizera jest My Life in Court, bestseller opisujący niektóre z rozpraw, w których pisarz brał udział jako prawnik.